# Uezwil
Uezwil is een gemeente en plaats in het Zwitserse kanton Aargau en maakt deel uit van het district Bremgarten.
Uezwil telt 417 inwoners.